# Kleines Eichenkarmin
Das Kleine Eichenkarmin (Catocala promissa) ist ein Schmetterling (Nachtfalter) aus der Familie der Eulenfalter (Noctuidae).

## Merkmale
Die Falter erreichen eine Vorderflügellänge von 28–32 mm und eine Flügelspannweite von etwa 56–62 mm. Die Vorderflügel imitieren mit Hilfe einer unruhigen Hell- und Dunkelbraun-Färbung eine Baumrinde. Dieses zufällig wirkende Muster ist innerhalb der Art erstaunlich konstant. Die Hinterflügel sind kräftig rot und an ihrem Saum verläuft ein breites, schwarzes Band. Im Mittelteil der hinteren Flügel erkennt man eine zweite, schwache und zweimal gebogene, schwarze Linie, die vor Erreichen des Flügelrandes endet.

### Ähnliche Arten
- Weidenkarmin (Catocala electa (Vieweg, 1790))
- Pappelkarmin (Catocala elocata (Esper, 1787))
- Rotes Ordensband (Catocala nupta (Linnaeus, 1767))
- Bruchweidenkarmin (Catocala pacta (Linnaeus, 1758))
- Großes Eichenkarmin (Catocala sponsa (Linnaeus, 1767))

## Geographische Verbreitung und Lebensraum
Man findet diese Falterart an sonnigen trockenen Plätzen in Laubmischwäldern mit Eichen, größeren Feldgehölzen und buschigen Hängen. Das Verbreitungsgebiet erstreckt sich über die gemäßigte Zonen Europas und in Kleinasien bis nach Armenien. Auf der Nordseite der Alpen findet man die Tiere nicht so häufig wie auf der Südseite. Im Gebirge bis zu einer Höhe von 800 m. Diese Art kommt aber nirgends häufig vor. Im österreichischen Alpenvorland (etwa in Trattenbach) konnte die Art nur selten nachgewiesen werden. In Kärnten, der Steiermark und dem Burgenland ist die Art häufiger.

## Lebensweise
Die Flugzeit beginnt sehr zeitig Anfang Juli und endet dafür früher Ende August. Die Raupen findet man von Mai bis Juni. Die Eier überwintern und mit dem ersten Frühlingsgrün schlüpfen die Raupen. Die Raupen ernähren sich meist von jungen Eichenblättern (Quercus spec.). Gelegentlich findet man sie aber auch an Rosskastanien in alten Kastanienalleen.